# Syrische Nationale Armee
Die Syrische Nationale Armee (SNA; arabisch الجيش الوطني السوري, DMG al-Ǧaiš al-waṭanī as-sūrī) ist eine von der Türkei im Syrischen Bürgerkrieg unterstützte, bewaffnete Miliz. 

## Einordnung
Oftmals wird die Syrische Nationale Armee auch als Freie Syrische Armee bezeichnet, jedoch ist dies eine Fehlbezeichnung, da das Kommando der Armee keine sich unterordnende Verbindung zu dieser hat. Sie entstand durch die Zusammenführung mehrerer Rebellengruppen. Am vierten Oktober 2019 trat die Nationale Befreiungsfront der SNA bei. Sie gehört mit der Revolutionären Kommandoarmee und Haiʾat Tahrir asch-Scham zu den drei größten Oppositionsgruppen im Syrischen Bürgerkrieg. Die Rebellengruppe arbeitet mit der türkischen Regierung zusammen und operiert in den von der Türkei besetzten Gebieten. Ein im September 2020 veröffentlichter Bericht des Hohen Kommissars der Vereinten Nationen für Menschenrechte wirft der SNA u. a. vor, Freiheitsberaubungen begangen zu haben und sieht Hinweise weiterer Verbrechen an syrischen Zivilisten; Folter (darunter Vergewaltigung), Plünderung sowie die Zerstörung von Weltkulturerbe.

## Geschichte

### 2016: Operation Schutzschild Euphrat
Im Jahr 2016 trat die Syrische Nationale Armee erstmals in Erscheinung. In der Operation „Schutzschild Euphrat“ attackierte sie zusammen mit den türkischen Streitkräften den Islamischen Staat und stieß dann auf die Volksverteidigungseinheiten von Rojava. Sie konnte mehrere Gebiete unter ihre Kontrolle bringen, wurde schließlich jedoch durch die Syrisch-Arabische Armee aufgehalten.

### 2018: Operation Olivenzweig

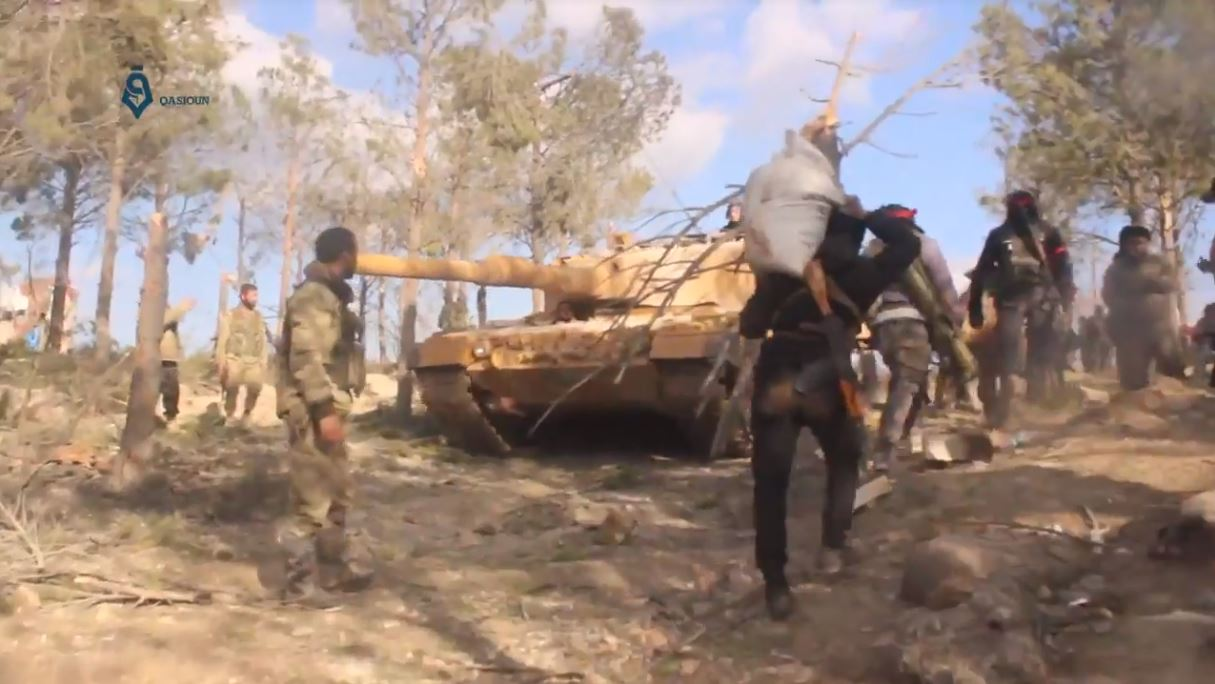
Soldaten der SNA mit türkischen Armeeangehörigen mit Leopard-2A4-Panzer

Am 20. Januar begannen türkische Truppen zusammen mit der Syrischen Nationalen Armee die Operation „Olivenzweig“. In einer Militäroffensive auf das von Kurden besetzte Afrin konnte die Syrische Nationale Armee zusammen mit anderen Gruppierungen der Freien Syrischen Armee das Gebiet rund um Afrin erobern.

### 2019: Idliboffensive und Operation Friedensquelle
Im August 2019 sendete die SNA mehrere Soldaten in das Idlib Gouvernement um auf die Offensive der syrischen Truppen in Idlib zu antworten. Am neunten Oktober startete die Türkei die Operation „Friedensquelle“, an welcher sich die SNA beteiligte.

### 2020: Zweite Idliboffensive
Anfang des Jahres unterstützte die SNA die Nationale Befreiungsfront in Idlib, welche selbst Teil der SNA ist, mit Truppen. Dabei verteidigten sie das Dorf Saraqib, mussten jedoch flüchten.